# Beta Trianguli Australis
Beta Trianguli Australis, được Latinh hóa từ β Trianguli Australis, là một ngôi sao đôi trong chòm sao vòng tròn phía nam của chòm sao Nam Tam Giác. Nó cách Trái đất khoảng 40,37 năm ánh sáng (12,38 parsec)     và có cường độ thị giác rõ ràng là +2,85. Ngôi sao này có tỷ lệ chuyển động thích hợp tương đối cao trên khắp thiên cầu. Nó là một ngôi sao theo trình tự chính loại F với sự phân loại sao của F1   V. Beta TrA có bạn đồng hành quang học cường độ 14 ở khoảng cách góc 155 giây cung.
Quan sát bằng Kính viễn vọng Không gian Spitzer cho thấy rằng những gì dường như là phát xạ hồng ngoại dư thừa từ ngôi sao này. Điều đó cho thấy sự hiện diện của vật liệu hoàn cảnh trong hệ thống này, làm cho nó trở thành một ứng cử viên đĩa sao. Ngôi sao này có thể là thành viên của nhóm di chuyển Beta Pictoris, một hiệp hội gồm khoảng 17 ngôi sao có chung nguồn gốc và chuyển động tương tự trong không gian. Nếu là thành viên của nhóm này, điều này sẽ đặt tuổi β TrA vào khoảng 12 triệu năm; giống như chính nhóm 

## Di sản hiện đại
TrA được xuất hiện trên lá cờ của Brazil, tượng trưng cho bang Santa Catarina.